# Шестакови
Шестако́ви (рос. Шестаковы) — присілок у складі Котельницького району Кіровської області, Росія. Входить до складу Покровського сільського поселення.
Населення становить 3 особи (2010, 14 у 2002).
Національний склад станом на 2002 рік — росіяни 100 %.